# Parti de la libération socialiste 1920
 (mars 2025).

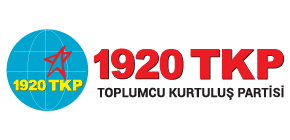
Emblème du Parti de la libération socialiste 1920

Le Parti de la libération socialiste 1920 (en turc : Toplumsal Kurtuluş Partisi 1920, abrégé 1920 TKP) est un parti politique communiste de Turquie fondé en 2012. Son acronyme est une référence directe au Parti communiste de Turquie historique de 1920.